# Harpactea indistincta
Harpactea indistincta este o specie de păianjeni din genul Harpactea, familia Dysderidae, descrisă de Dunin, 1991. Conform Catalogue of Life specia Harpactea indistincta nu are subspecii cunoscute.